# Perny-Langnasenhörnchen
Das Perny-Langnasenhörnchen (Dremomys pernyi) ist eine Hörnchenart aus der Gattung der Rotwangenhörnchen (Dremomys). Es kommt vom Nordosten Südasiens und dem Süden der Volksrepublik China bis in das nördliche und westliche Myanmar vor.

## Merkmale
Das Perny-Langnasenhörnchen erreicht eine Kopf-Rumpf-Länge von etwa 17 bis 23 Zentimetern bei einem Gewicht von etwa 160 bis 225 Gramm. Der Schwanz wird 15,6 bis 18 Zentimeter lang und ist damit etwa kürzer als der restliche Körper. Der Hinterfuß wird 43 bis 54 Millimeter lang, die Ohrlänge beträgt 19 bis 28 Millimeter. Die Tiere sind oberseits hell aguti-grau bis olivbraun, die Bauchseite ist sandfarben bis weiß. Es besitzt keine rötlichen Wangenbereiche und keinen rötlichen Hüftfleck. Die Innenseiten der Hinterbeine und die Unterseite des Schwanzes sind an der Basis rötlich, danach ist der Schwanz sandfarben-grau, rosa- bis isabellfarben.
| 1 | · | 0 | · | 2 | · | 3 | = 22 |
| 1 | · | 0 | · | 1 | · | 3 | = 22 |

Der Schädel hat eine Gesamtlänge von 46 bis 55 Millimetern und entspricht im Aufbau dem anderer Arten der Gattung. Alle Arten der Gattung besitzen im Oberkiefer pro Hälfte einen zu einem Nagezahn ausgebildeten Schneidezahn (Incisivus), dem eine Zahnlücke (Diastema) folgt. Hierauf folgen zwei Prämolare und drei Molare. Im Unterkiefer ist dagegen nur ein Prämolar ausgebildet. Insgesamt verfügen die Tiere damit über ein Gebiss aus 22 Zähnen.

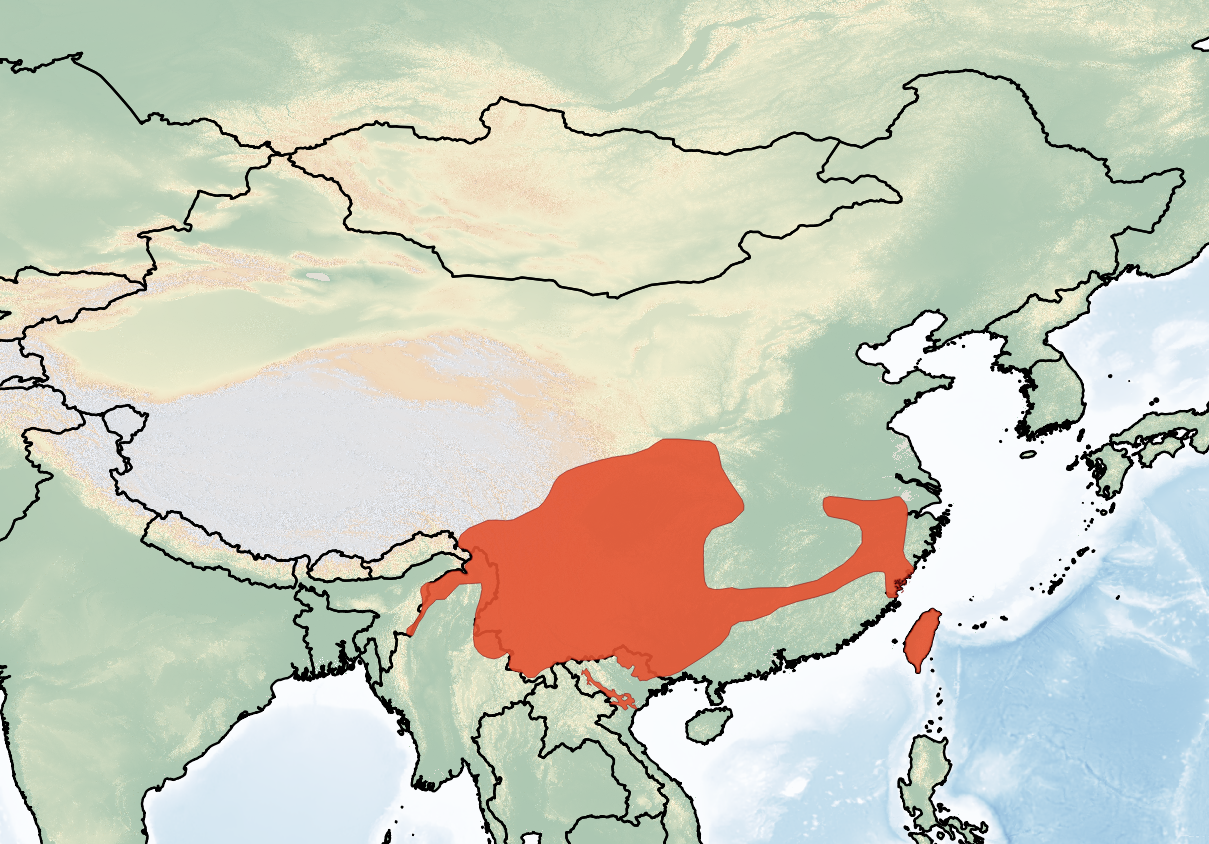
Das Verbreitungsgebiet des Perny-Langnasenhörnchens

## Verbreitung
Das Perny-Langnasenhörnchen ist in einem vergleichsweise großen Gebiet vom Nordosten Südasiens bis in den Norden Südostasiens verbreitet. Dabei reicht das Verbreitungsgebiet von der zentralen und südlichen Volksrepublik China über Teile Nordindiens in Manipur und Nagaland bis in das nördliche Myanmar und Vietnam. In China lebt die Art in mehreren Unterarten in den Provinzen Fujian, Jiangxi, Zhejiang, Anhui, Yunnan, Guizhou, Hunan, Guangxi, Guangdong, Sichuan, Gansu, Shaanxi und Hubei, außerdem kommt sie auf der Insel Taiwan vor.
Die Höhenverbreitung reicht von etwa 900 bis 3500 Metern, in China ab etwa 2000 bis 3500 Metern.

## Lebensweise

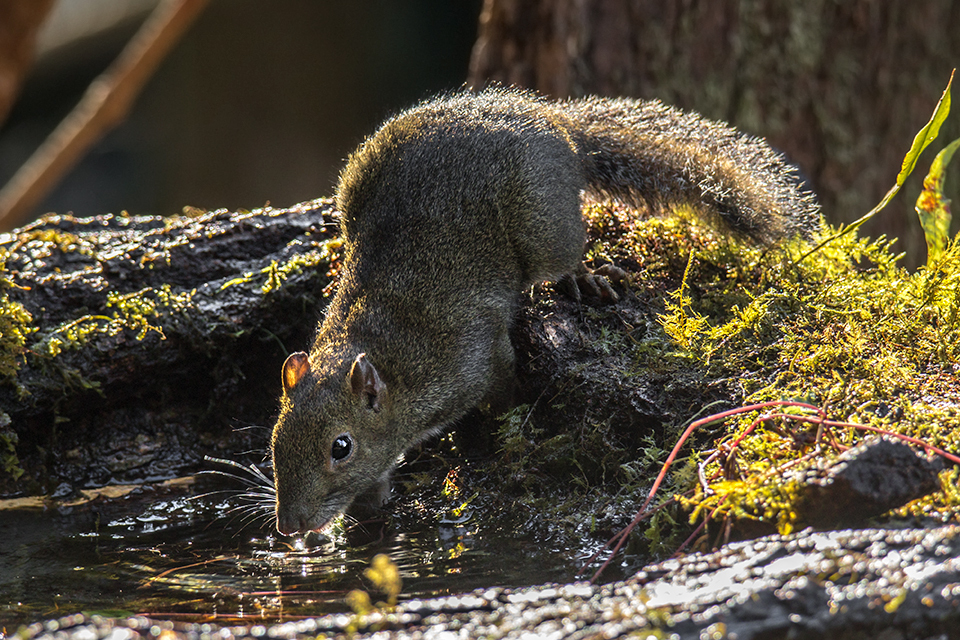
Perny-Langnasenhörnchen an einer Wasserstelle im Stadtbezirk Longyang im Westen Yunnans

Perny-Langnasenhörnchen leben in der Regel in immergrünen Laub- und Nadelwäldern in den Höhenlagen. Sie sind tagaktiv und leben vorwiegend auf dem Boden, wo sie vor allem im Bereich umgefallener Bäume beobachtet werden können. Bei Untersuchungen in geschützten Kiefernwäldern im Diancang Shan sowie am Er Hai in Yunnan konnte beobachtet werden, dass die Tiere die Wälder erst besiedeln, wenn die Kiefern ein Alter von mindestens sechs bis zehn Jahren erreicht haben und die Besiedlungsdichte höher ist, wenn ausgeprägter buschiger Unterwuchs vorhanden ist. Da durch die menschliche Nutzung der Unterwuchs artenärmer und lichter wird, nimmt die Besiedlungsdichte und die Dauer der Ansiedlung in ungeschützten und genutzten Waldgebieten ab.
Wie andere Hörnchen ernähren sich die Tiere von Samen und anderen Pflanzen, dabei sind sie für die Verbreitung von Kiefernsamen wichtig. Zudem erbeuten sie Insekten und aus Wuyuan stammen Beobachtungen, nach denen sie auch Eier und Küken des Blaukappenhäherlings (Garrulax courtoisi) erbeuten und fressen. Sie kommunizieren über hohe, kräftige und laute Töne.
Im indischen Assam leben sie sympatrisch mit dem Orangebauch-Himalayahörnchen (Dremomys lokriah), im nördlichen Myanmar zusätzlich mit dem Echten Rotwangenhörnchen (Dremomys rufigenis). Im zentralen und östlichen China überlappt das Verbreitungsgebiet teilweise mit dem des Chinesischen Rotwangenhörnchens (Dremomys pyrrhomerus).

## Systematik
Das Perny-Langnasenhörnchen wird als eigenständige Art innerhalb der Gattung der Rotwangenhörnchen (Dremomys) eingeordnet, die aus sechs Arten besteht. Die wissenschaftliche Erstbeschreibung stammt von Henri Milne Edwards aus dem Jahr 1865, der die Art anhand von Individuen aus Baoxing in der chinesischen Provinz Sichuan beschrieb. Die Art ist nach dem französischen Priester und Hobbynaturforscher Abbé Paul Hubert Perny benannt.
Innerhalb der Art werden einschließlich der Nominatform acht Unterarten unterschieden:
- Dremomys pernyi pernyi im südlichen Gansu und Shaanxi, dem westlichen Sichuan und dem nordwestlichen Yunnan bis in das westliche Tibet. Die Nominatform ist größer und heller grau als die anderen Unterarten.
- Dremomys pernyi calidior in Anhui, Zhejiang, Jiangxi und Fujian. Es ähnelt D. p. senex, hat allerdings eine wärmere braune bis olivbraune Rückenfärbung, eine weißere Bauchfärbung und sandfarbene Hüftflecke.
- Dremomys pernyi flavior in Yunnan und Guangxi bis in das nördliche Vietnam. Im Vergleich zur Nominatform ist die Unterart kleiner und dunkler olivbraun.
- Dremomys pernyi howelli im Südwesten Yunnans, in den Chin Hills in Myanmar und im Nordosten Indiens. Die Unterart ist dunkler als die anderen Unterarten mit einem deutlich sichtbaren dunklen Rückenstreifen und einem dunkleren Analfleck.
- Dremomys pernyi imus im nördlichen Myanmar. Die Unterart ist größer als D. p. howelli mit einem kaum sichtbaren Rückenstreifen und einer trüb sandbraunen Färbung an der Vorderseite der Beine.
- Dremomys pernyi modestus in Guizhou, dem südlichen Hunan, Guangxi und Guangdong. Die Rückenfärbung der Unterart ist trüb braun mit undeutlichen Flecken hinter den Ohren. Die Bauchseite ist sandfarben getönt, vor allem im vorderen Bereich.
- Dremomys pernyi owstoni auf der Insel Taiwan. Die Rückenfärbung ist sandfarben, schwarz und gräulich durchsetzt, die Bauchseite ist trüb gelb bis orangefarben und die Kehle ist grauweiß.
- Dremomys pernyi senex in Hubei und im nördlichen Guizhou. Die Unterart hat einen deutlicher weißen Fleck hinter den Ohren als die Nominatform, die Kehle ist weiß und die Unterseite des Schwanzes ist mehr ockerfarben als weiß.

## Status, Bedrohung und Schutz
Das Perny-Langnasenhörnchen wird von der International Union for Conservation of Nature and Natural Resources (IUCN) als nicht gefährdet (Least concern) eingeordnet. Begründet wird dies durch das vergleichsweise große Verbreitungsgebiet und das angenommene häufige Vorkommen der Art sowie das Vorkommen in mehreren geschützten Gebieten. Potenziell bestandsgefährdende Gefahren für diese Art sind nicht bekannt, allerdings stellen die Lebensraumveränderung zu landwirtschaftlichen Nutzflächen sowie die Bejagung als Fleisch- und Pelzquelle lokale Gefährdungsursachen in Südasien dar.

## Belege
1. 1 2 3 4 5 6  Robert S. Hoffmann, Andrew T. Smith: Perny's Long-Nosed Squirrel. In: Andrew T. Smith, Yan Xie: A Guide to the Mammals of China. Princeton University Press, Princeton NJ 2008, ISBN 978-0-691-09984-2, S. 186.
2. 1 2 3 4 5  Richard W. Thorington Jr., John L. Koprowski, Michael A. Steele: Squirrels of the World. Johns Hopkins University Press, Baltimore MD 2012; S. 155–156. ISBN 978-1-4214-0469-1
3. ↑  Robert S. Hoffmann, Andrew T. Smith: Genus Dremomys. In: Andrew T. Smith, Yan Xie: A Guide to the Mammals of China. Princeton University Press, Princeton NJ 2008, ISBN 978-0-691-09984-2, S. 185.
4. 1 2 3 4  Dremomys pernyi in der Roten Liste gefährdeter Arten der IUCN 2014.2. Eingestellt von: D. Lunde, S. Molur, 2008. Abgerufen am 17. Dezember 2014.
5. 1 2  Dremomys pernyi In: Don E. Wilson, DeeAnn M. Reeder (Hrsg.): Mammal Species of the World. A taxonomic and geographic Reference. 2 Bände. 3. Auflage. Johns Hopkins University Press, Baltimore MD 2005, ISBN 0-8018-8221-4.
6. ↑  Beolens, Watkins & Grayson: The Eponym Dictionary of Mammals. JHU Press, 2009, S. 316 (Perny).